# Dendrobium salicifolium
Dendrobium salicifolium är en orkidéart som beskrevs av Johannes Jacobus Smith. Dendrobium salicifolium ingår i släktet Dendrobium, och familjen orkidéer. Inga underarter finns listade i Catalogue of Life.